# Glenoleon meteoricus
Glenoleon meteoricus är en insektsart som först beskrevs av Gerstaecker 1885.  Glenoleon meteoricus ingår i släktet Glenoleon och familjen myrlejonsländor. Inga underarter finns listade i Catalogue of Life.

## Bildgalleri

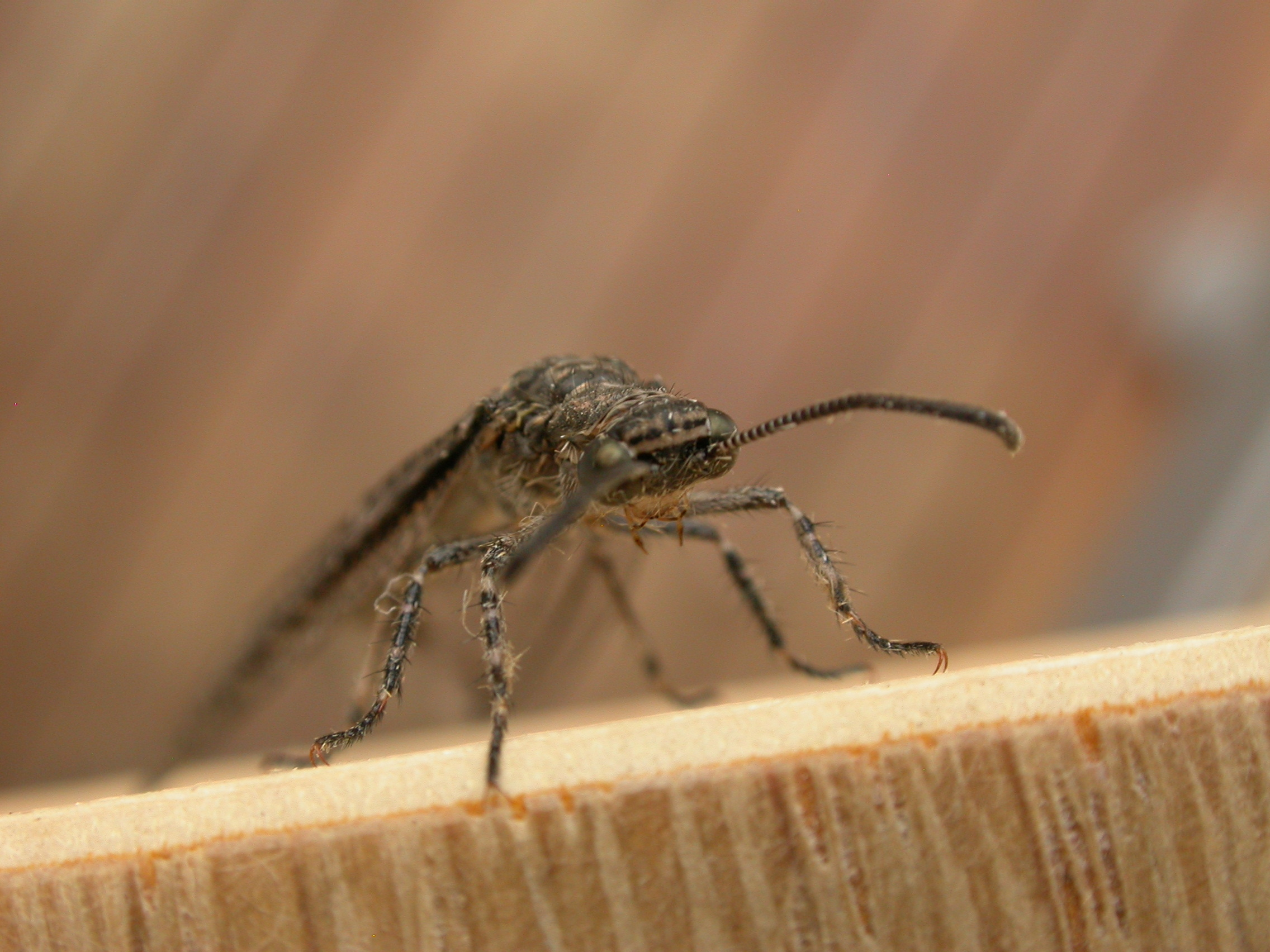